# Sphagnum dissimile
Sphagnum dissimile är en bladmossart som beskrevs av Roivainen 1937. Sphagnum dissimile ingår i släktet vitmossor, och familjen Sphagnaceae. Inga underarter finns listade i Catalogue of Life.